# سماق سام دائم الخضرة
سماق سام دائم الخضرة (الاسم العلمي:Toxicodendron sempervirens) هو نوع من النباتات يتبع جنس السماق السام من الفصيلة البطمية.